# Arte visigótica em Portugal
A arte visigótica em Portugal diz respeito ao período compreendido entre as invasões bárbaras, com início em 409, e as invasões muçulmanas 711. Nessa época, a unificação política, jurídica e religiosa da Hispânia, pela monarquia visigótica, reflectiu-se na arquitectura e noutras artes. Esta arte visigótica tem origens romanas, paleocristãs, germânicas, bizantinas e indígenas, mas é essencialmente hispano-cristã. A influência dos invasores germânicos foi limitada (artes menores e adereços pessoais), enquanto, desde o século V, aumentava a importância das tradições regionais indígenas. Esta nova arte alcançou o seu apogeu na segunda metade do século VII. Mérida e Toledo foram os principais focos da arte da corte, cuja arquitectura, escultura e pintura decorativa são de fundo romano provincial, com alguns elementos bizantinos e norte-africanos.

## Contexto histórico
Em 409 d.C., os chamados povos bárbaros, compostos principalmente por Suevos (Quados e Marcomanos), Vândalos (Silingos e Asdingos) e Visigodos, todos de origem germânica, além dos Alanos, de origem persa, fixam-se na Hispânia. Em 411 estes povos dividem entre si o território: os Vândalos Asdingos ocuparam a Galécia, os Suevos, a região a norte do Douro, enquanto os Alanos ocuparam as províncias da Lusitânia e a Cartaginense, e os Vândalos Silingos, a Bética.
Algum tempo depois, ocorre a entrada dos Visigodos na Península ao serviço do Império Romano e com o objectivo de subjugar os anteriores invasores.

Invasões bárbaras na Hispânia.

De todos estes povos, os Suevos e os Visigodos seriam aqueles que teriam uma presença mais duradoura no território que é hoje Portugal. Estabelecendo a capital do seu reino em Braga, os Suevos dominam um território que também inclui a Galiza e chegam a dominar a parte ocidental da Lusitânia. Estabelecidos na condição de federados do Império Romano, os Suevos eram pagãos, tendo sido evangelizados por S. Martinho de Dume e convertidos ao catolicismo. A partir de 470 crescem os problemas do reino suevo com o vizinho reino visigodo. Em 585 o rei visigodo Leovigildo toma Braga e anexa o reino suevo. A partir daqui toda a Península Ibérica fica unificada sob o reino visigodo (com excepção de algumas zonas do litoral sul e levantino, controladas pelo Império Bizantino) até à queda deste reino em 711. A estabilidade interna deste reino foi sempre difícil, pois os visigodos eram arianos, enquanto a maioria da população era católica. Recaredo, convertendo-se ao catolicismo, facilitou a união das duas populações; mas questões dinásticas reacenderam os conflitos e vieram a estar na origem do colapso final.
Os povos bárbaros eram numericamente inferiores à população hispano-romana, pelo que foram obrigados à miscigenação étnica e cultural com esta. Muitas cidades foram destruídas durante este período e verificou-se uma ruralização da vida económica.

## Arquitectura
A arquitectura visigótica é essencialmente religiosa. A par das correntes arquitectónicas que se seguiram, a religião estava no centro das atenções da arte em geral. Nessa medida, o legado arquitectónico deixado por estes invasores é constituído maioritariamente por igrejas de planta basilical (no seguimento da arte paleocristã). A planta é quadrangular e a estrutura era suportada por vãos e arcos em ferradura.

### Igreja de São Gião

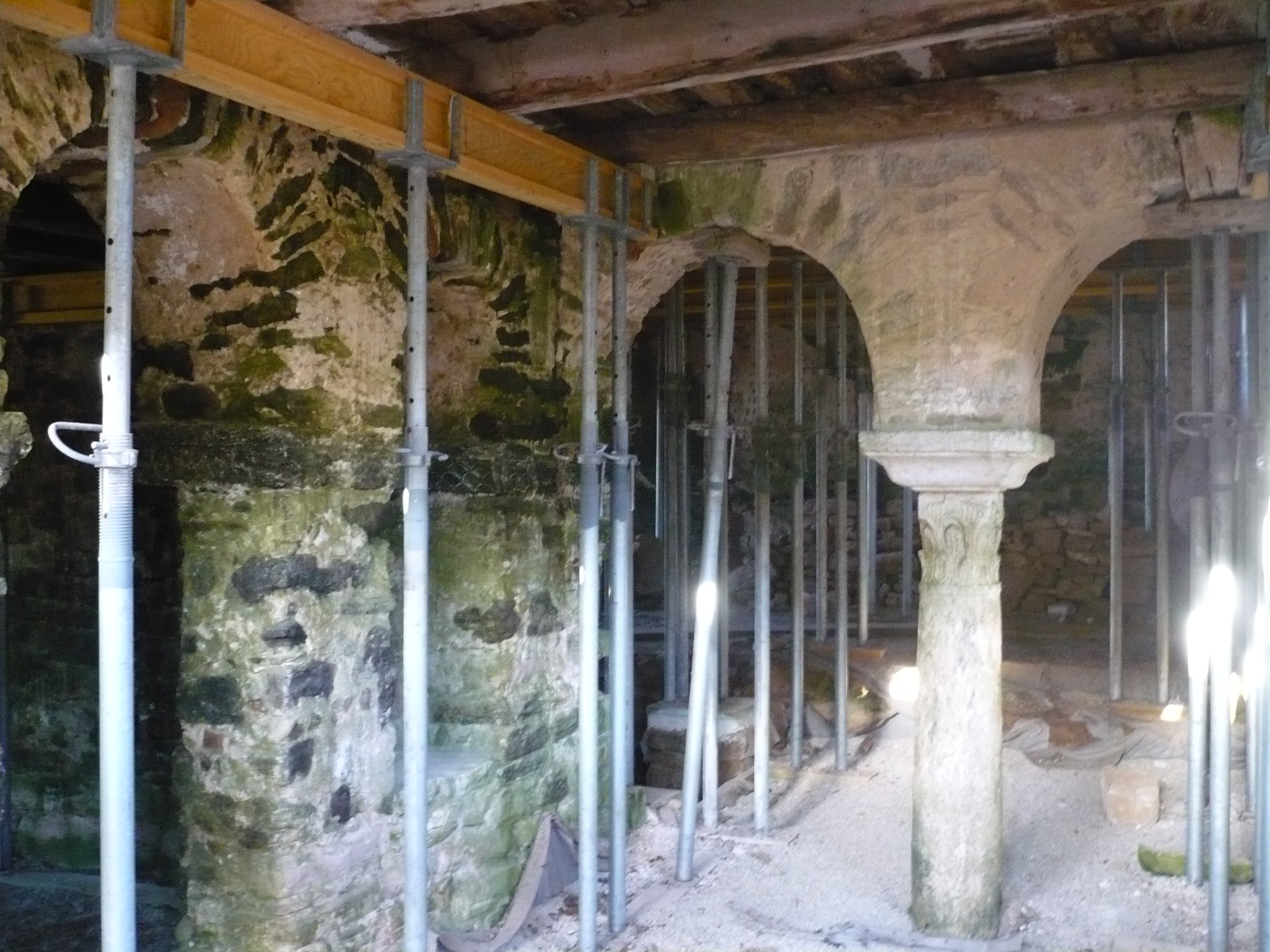
Igreja de São Gião.

A igreja monástica de São Gião, perto da Nazaré, do século VII, bastante alterada desde a sua construção tem planta rectangular, com uma só nave de 6,6 m por 3,9 m, sem janelas e sem transepto. Sobre a porta de entrada teria existido uma tribuna de madeira. O tecto é em madeira com vigamento à vista. O cruzeiro é separado da nave por uma iconóstase, constituída por uma parede com uma porta central de arco ultrapassado e dois vãos laterais, como se fossem duas janelas com arcos em ferradura. Este elemento isola o altar e o coro, ou seja, a parte do santuário, na forma de uma nave transversal, semelhante a um pequeno transepto, reservada ao clero, da nave central, reservada aos fiéis. A ermida tem uma estrutura particularmente frágil, o que torna a sua descoberta tardia um acontecimento deveras espantoso. O seu aspecto exterior é bastante rústico, principalmente devido ao facto de ter um anexo simples (talvez do século XV).

### Capela de São Frutuoso

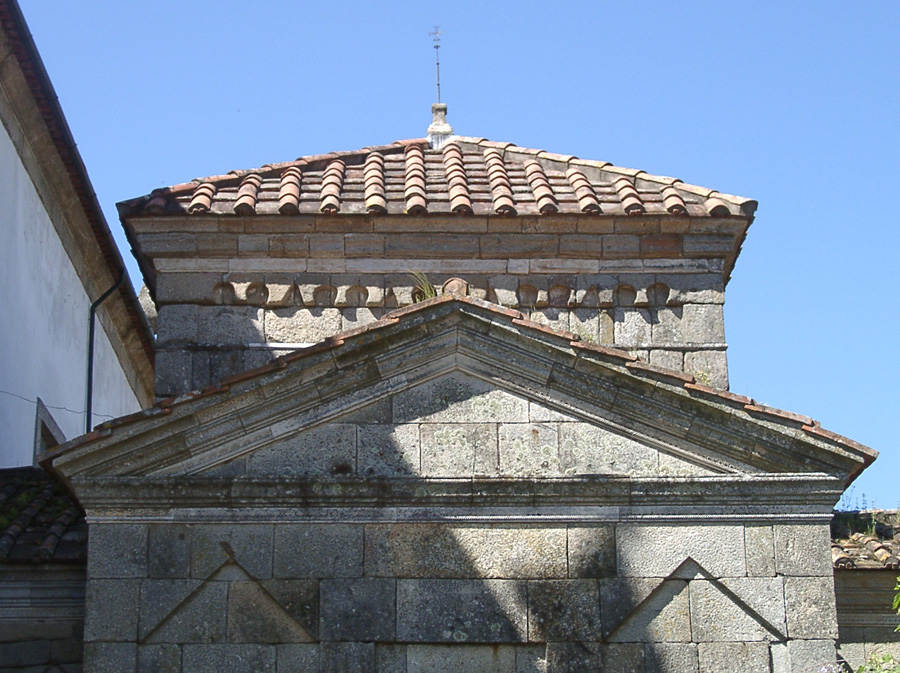
Capela de São Frutuoso.

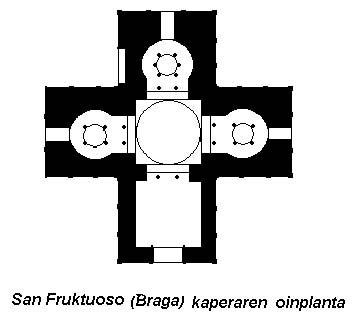
Planta da Capela de São Frutuoso.

A capela de São Frutuoso é uma capela funerária em Real, Braga. Pensa-se que tem sido erguida sobre uma villa romana e um templo dedicado a Esculápio. Foi construída para servir de túmulo ao bispo de Braga e de Dume, São Frutuoso. Durante a ocupação muçulmana foi parcialmente destruído. Alguns registos pormenorizados da estrutura facilitaram o processo de reconstrução durante a revitalização do conjunto monástico que aí existia desde os tempos das invasões bárbaras. Tem uma planta em cruz grega (influência bizantina). A planta centrada no cruzeiro quadrangular desenvolve-se para os quatro lados através de três ábsides iguais. Apesar das suas dimensões reduzidas adquire, a capela tem um elevado valor arquitectónico no panorama histórico-cultural da Península, pois é considerado o único exemplar da arquitectura bizantina (apesar da influência ter sido trazidas pelos povos bárbaros, os estilo arquitectónico tem traços claros desta arte do Médio Oriente).

### Catedral de Idanha-a-Velha

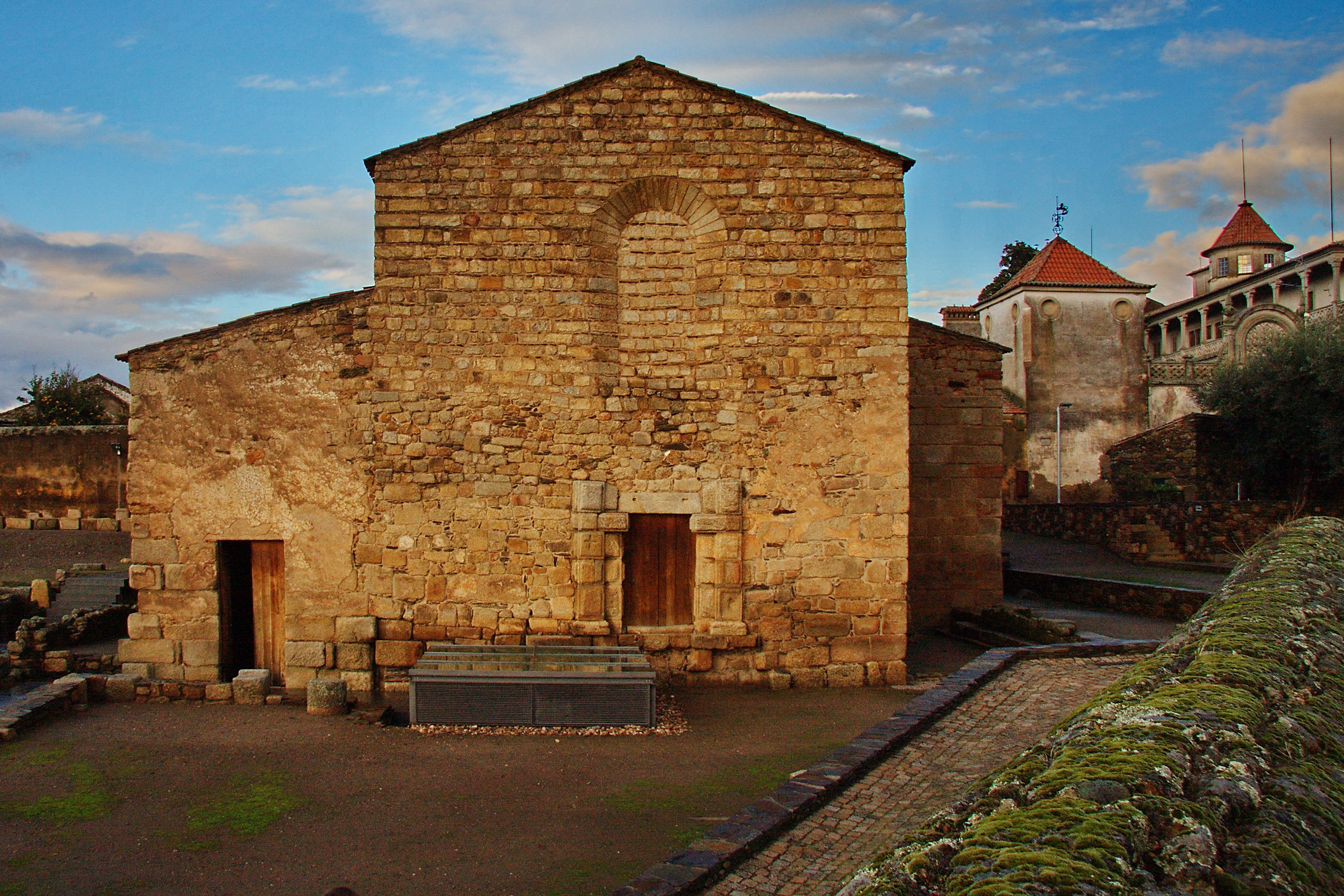
Catedral de Idanha-a-Velha

A Catedral de Idanha-a-Velha foi uma antiga mesquita, basílica paleocristâ, igreja visigótica e (atualmente) Catedral. Tem uma planta retângular, com duas naves laterais e uma central. Tem duas portas de lintel reto com as ombreiras almofadadas. Ao decorrer do templo foi sendo alterada, sendo agora uma mistura de diversos estilos arquitetónicos: do Visigótico ao Românico (Morfologia geral) ao Gótico (Porta Noroeste) ao Manuelino. A encimar a porta lateral da fachada Sudoeste existe um arco pleno. Na sua cosntrução são re-aproveitados materiais romanos. O templo não tem abside, sendo corrido por um clerestório de arcos plenos. Das duas arcadas que dividem as naves, não existe simetria entre os capitéis e os arcos, sendo alguns capitéis romanos, outros jónicos picados e outros parecendo inacabados. Existe também um batistério de planta cruciforme, considerado ser um dos mais antigos da Península Ibérica e encontrando-se no exterior da catedral.

## Escultura
Os maiores vestígios de escultura visigótica em Portugal são referentes à escultura decorativa como complemento da arquitectura; estavam portanto presentes principalmente em edifícios religiosos. Os traços são estilizados e bastante simples; normalmente eram apenas formas geométricas :círculos, rosetas ou estrelas (influência indígena, parcialmente pagã), ou por vezes representativas de motivos de tecidos orientais (influência bizantina). As artes pictóricas reflectiram-se sobretudo em altos-relevos e baixos-relevos criando um efeito de claro/escuro. Os elementos construtivos tais como colunas ou pilares eram também alvo deste tipo de adorno.

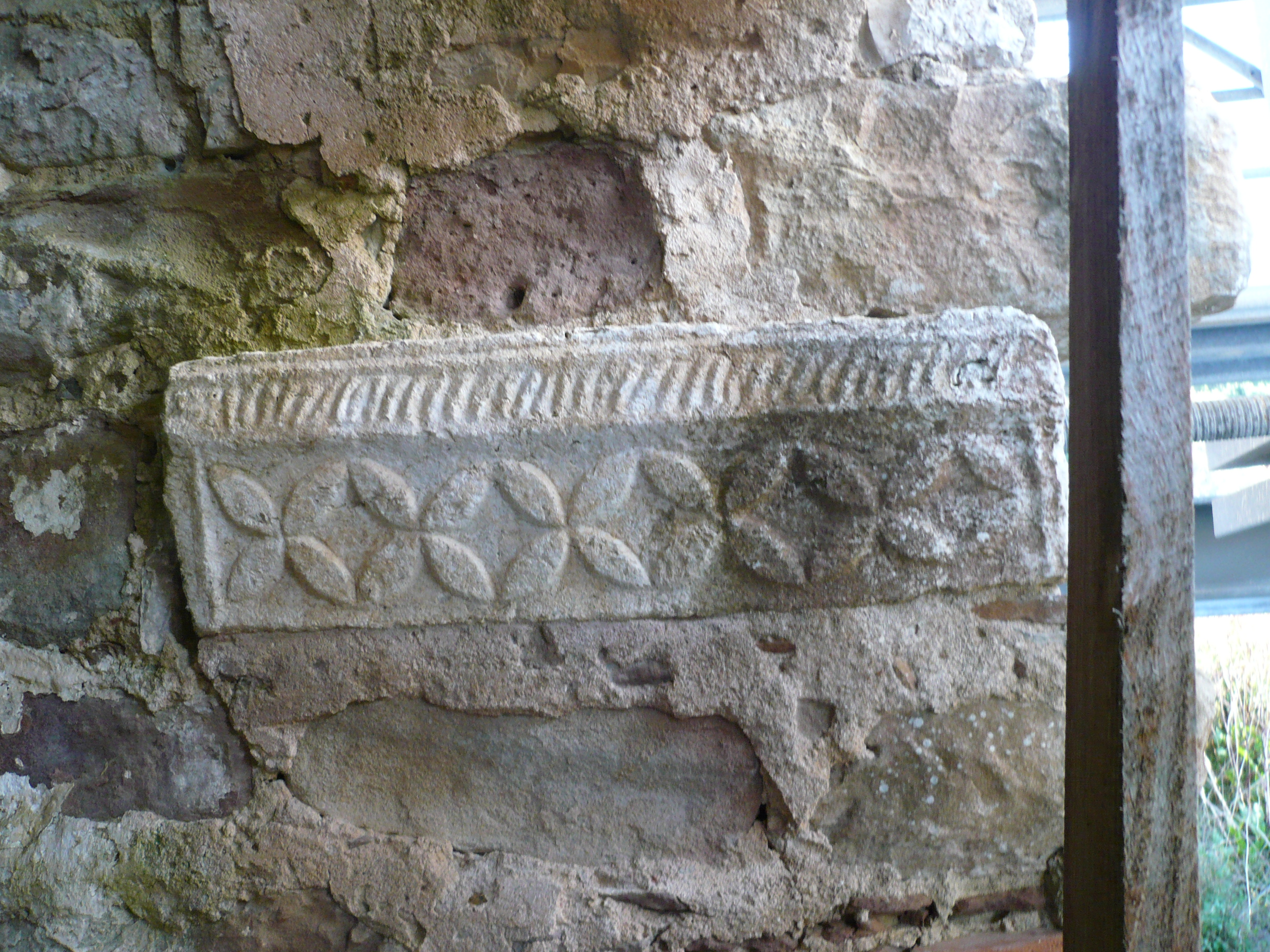
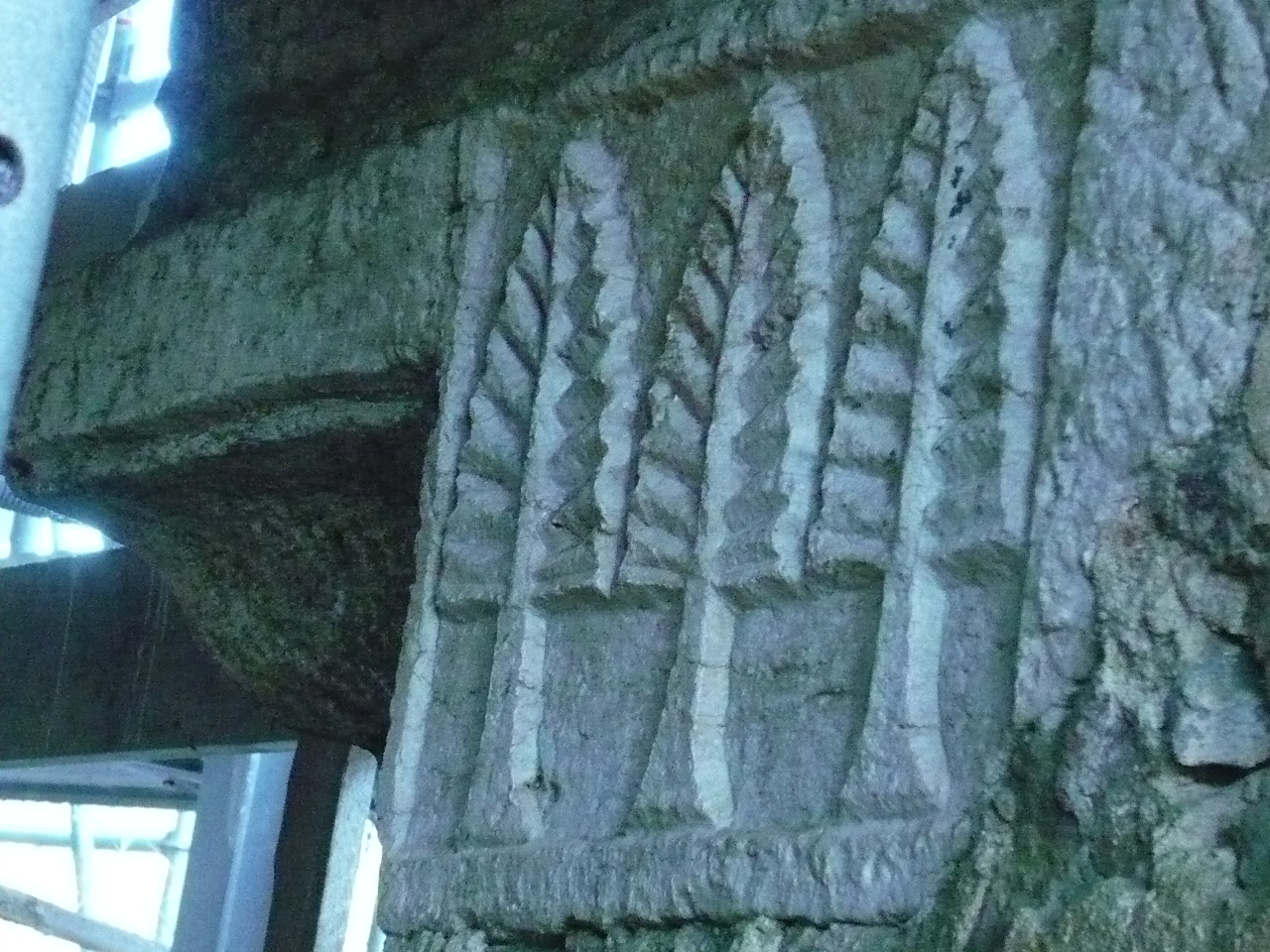
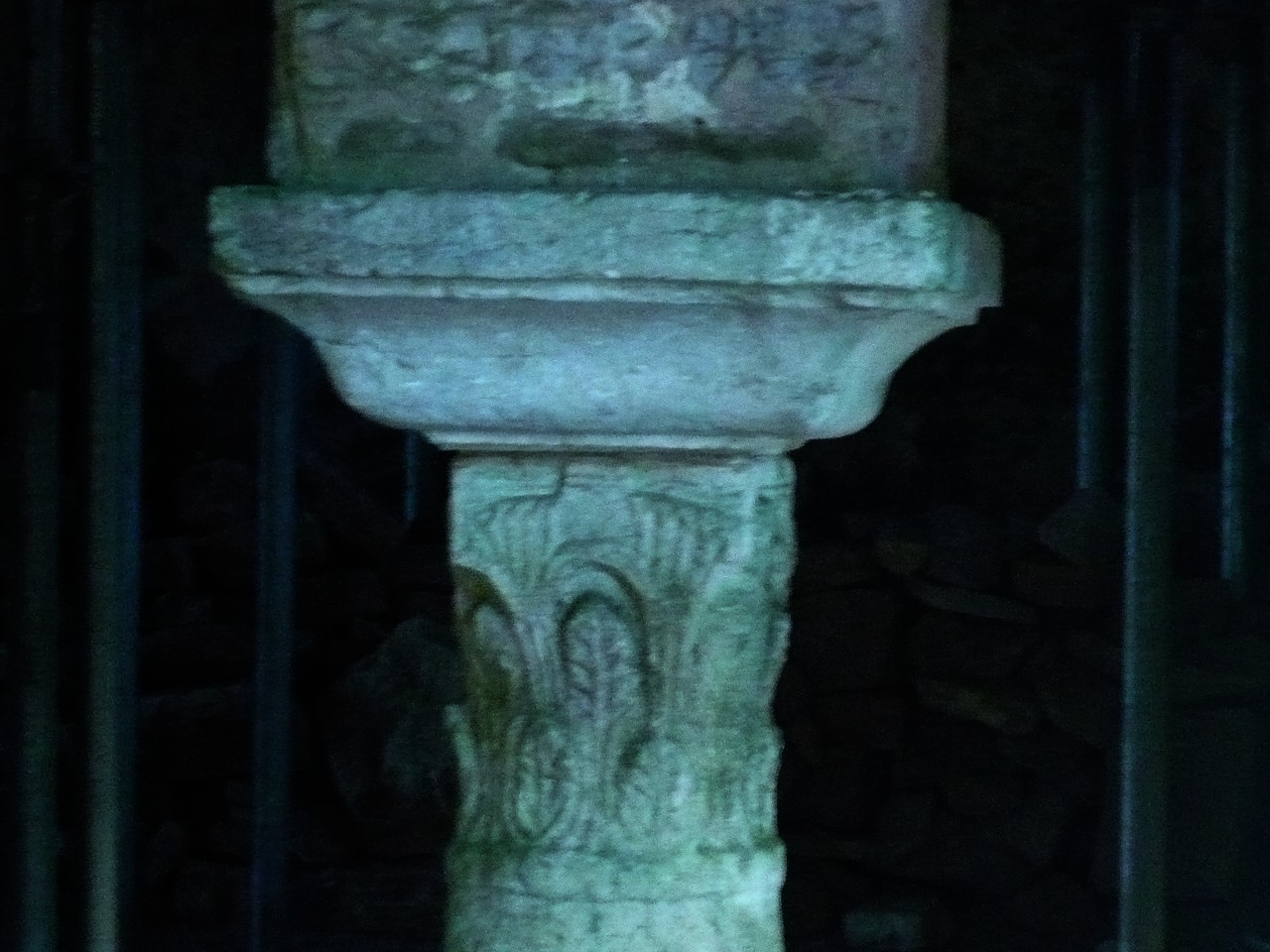